# حمله به کلانتری ۱۳ (فیلم ۱۹۷۶)
یورش به کلانتری ۱۳ (به انگلیسی: Assault on Precinct 13) فیلمی آمریکایی در ژانر کشن و تریلر به نویسندگی و کارگردانی جان کارپنتر است که در سال ۱۹۷۶ منتشر شد. داستان فیلم برداشتی آزاد از دو فیلم شب مردگان زنده ساخته جرج. ای رومر و ریو براوو ساخته هوارد هاکس است. موسیقی این فیلم را خود جان کارپنتر ساخته است.

## داستانِ فیلم
در یک تیراندازی که ازسویِ نیرویِ شهربانی شلیک می‌شود، شماری از یک گروهِ تبهکار، کشته می‌شوند. هم‌زمان که در رادیو، درباره‌یِ خشونتِ افزایندهٔ گروه‌هایِ جوانان و از دست داده شدنِ شماری از جنگ‌افزارهایِ خودکار، گزارش داده می‌شود، چند تن از سرکرده‌هایِ گروه‌هایِ تبهکار، باهم دیدار می‌کنند که در آن، "جنگ‌سالاران / Warlords" آیینِ خونین "چولو / Cholo" را برگزار می‌کنند که به معنیِ یورشِ انتقام‌جویانه است.
کلانتریِ ۹، بخشِ ۱۳ در (اَندِرسُن / Anderson)، که یک شهرکنارِ ناآراسته‌یِ شهرِ (لُس آنجِلِس) است، با بسته شدن روبه‌رو شده. آن اداره، کارمندانِ کم‌تری دارد که پاسبان (چِینی / Chaney) و کارمندانِ ساده (لِی / Leigh) و (جولی / Julie) در آنجا هستند. این شامگاه، نخستین نوبتِ کاریِ ستوان (بیشوپ / Bishop) نیز است.
در نزدیکیِ کلانتری، یک گروهِ جوانان، از یک بستنی‌فروش دستبرد می‌زنند که سرکرده‌یِ گروه، بستنی‌فروش و دخترکی را می‌کُشد. پدرِ آن دختر که از خشم، از خود بی‌خود شده، هفت‌تیرِ فروشنده‌یِ کُشته‌شده را برمی‌دارد و گروه را دنبال می‌کند که سرانجام، به فردی که دخترش را کُشته بود، شلیک می‌کند. مرد می‌گریزد و وابستگانِ گروه او را دنبال می‌کنند که در پایانِ دنبال و گریز، مرد می‌تواند خود را به کلانتری ۹ برساند و رهایی یابد، ولی به‌خاطرِ ناتوانی و شوک‌زدگی، تواناییِ بیانِ آن رخداد را ندارد.
در این زمان، یک خودروِ جابه‌جاییِ زندانیان، به دلیلِ بیمار بودن و نیازِ آنیِ پزشکیِ یکی از زندانی‌ها، به آن کلانتری می‌رود. هنگامی که زندانی‌ها را به بندهایِ بازداشتگاه می‌برند، سرپرستِ جابه‌جاییِ زندانیان، (ستارکِر / Starker) به پزشک زنگ می‌زند. این گفت‌گویِ تلفنی، ناگهان، بریده می‌شود. پس از چندی، آشکار می‌شود که همه‌یِ سیم‌هایِ تلفن، بریده شده‌اند و آن کلانتری با این که در یک خیابان تااندازه‌ای پر از خانه، جای دارد، پیوندش با دنیای بیرون، گسسته شده. (ستارکِر) برآن می‌شود در جست‌وجویِ پاسگاهِ دیگری باشد. هنگامِ رهسپار شدن از پاسگاه، به اتوبوس تیراندازی می‌شود که (ستارکِر) و پاسبانانِ دیگرِ اتوبوس، کشته می‌شوند. (وِلس / Wells)، و (ناپُلِئون ویلسُن / Napoleon Wilson) که یک تبهکارِ دادباخته به مرگ است، از بارانِ گلوله می‌گریزند و به درونِ پاسگاه برمی‌گردند که ستوان (بیشوپ) آنها را به بندهایِ خود برمی‌گرداند. از آنجایی که تیراندازان، جنگ‌افزارهایِ بدونِ صدا به‌کار می‌برند، هیچ‌کسی از آن رویداد، آگاه نیست.
بازماندگانِ درونِ پاسگاه با پیامی در شکل پرچم، آگاه می‌شوند که گروه‌ها خواهانِ انتقام از آن مردی هستند که یکی از سرکرده‌هایِ آنها را کشته، و نیز، باکی از هیچ‌چیز ندارند. با نگرش به کم‌تر بودنِ بازماندگان از گروه‌هایِ دشمنِ خود، و سازوبرگی که رو به پایان است، ستوان (بیشوپ) برآن می‌شود، هردو زندانیان، (وِلس) و (ویلسُن) را از بندهایشان آزاد و تفنگ‌دار کند که تا زمانِ رسیدنِ نیرویِ پشتیبانی، با کمکِ آنها، از یورش‌بران پیشگیری کند. در یک تیراندازیِ دیگر، یکی از گروه‌ها که در پِی گرفتنِ پاسگاه است، ناکام می‌ماند و (جولی) نیز کشته می‌شود.
(وِلس) می‌کوشد که با هم‌سوییِ دیگر گرفتارشده‌ها، از راهِ پساب‌راه، از پاسگاه بگریزد و با خودرویی که در آن نزدیکی، پارک شده، از آنجا دور بشود و کمک خبر کند. اگرچه او می‌تواند سوارِ خودرو بشود، ولی یکی از یورش‌برانی که در سندلیِ پشت، پنهان شده، به او شلیک می‌کند.
با سخت شدنِ یورش‌هایِ گروهِ تبهکار در درازایِ شب، بازماندگان به زیرزمینِ پاسگاه می‌روند که در آنجا، (بیشوپ) پیروز می‌شود، با واپسین سه گلوله، کپسولِ گاز را در زمان رخنه کردن گروه تبهکار، منفجر کند. پس از اندکی، نیرویِ کمکی می‌رسد و (بیشوپ) (وِلسون) را واگذار می‌کند.